# Prytanée militaire de Niamey
Pour les articles homonymes, voir Prytanée militaire.
 (septembre 2020).
Si vous disposez d'ouvrages ou d'articles de référence ou si vous connaissez des sites web de qualité traitant du thème abordé ici, merci de compléter l'article en donnant les références utiles à sa vérifiabilité et en les liant à la section « Notes et références ».
Le Prytanée Militaire de Niamey (PMN) est un établissement d'enseignement secondaire Nigérien dépendant du ministère de la défense
En 1996 le Président Ibrahim Baré Maïnassara décide de créé une école militaire propre au Niger, elle s'ouvre le 18 novembre 1996. Officialisée par le décret N° 97459/PRN/MDN du 26 décembre 1997.
En 2010, l’école accueille la 1ère promotion de filles, tandis que pour les garçons l'école était à sa 15ème promotion.